# Shotokan
Shotokan (松濤館 Shōtōkan?, lit. "Escuela de Shōtō") es el primer estilo de karate-Do japonés. Fue elaborado en su filosofía a partir del confucionismo y del código bushido (o normas de los guerreros samurái) por el maestro Gichin Funakoshi y desarrollado en su técnica y táctica por su hijo Yoshitaka (Gigō) Funakoshi, a partir de los estilos clásicos de lucha provenientes de la isla de Okinawa, Japón, como el Shuri-Te (actualmente Shorin Ryu) y el Shorei Ryu o Naha-Te (hoy día Goju ryu ). A mediados del siglo XX el estilo fue asimismo influenciado en su metodología, uniforme, grados, rituales y en varias de sus técnicas por artes marciales japonesas más tradicionales como el Kendo (esgrima con sable), y el Judo (lucha cuerpo a cuerpo) disciplinas practicadas por varios de sus primeros promotores a nivel mundial como el maestro Masatoshi Nakayama y otros. 
Se considera al Shotokan como el primer estilo de kárate japonés, o Karate - Do. Además de ser considerado como una de las primeras escuelas de karate más reconocidas a nivel internacional; el Shotokan permanece hoy día como el estilo de Karate-Dō más practicado del mundo y el tercero en Japón. Recibe su nombre del seudónimo poético de su fundador, el maestro Gichin Funakoshi y del primer dōjō inaugurado por el mismo en 1936. Aunque no fue reconocido oficialmente por el gobierno japonés hasta 1939. 
En términos generales, el karate-Do estilo Shotokan se caracteriza por: golpes rectilíneos penetrantes, y bloqueos/chequeos angulares, en mantener posiciones bajas durante gran parte de su ejecución, y por movimientos preparatorios largos (mas no lentos) en sus acciones, destinados a potenciar los ataques y las defensas. Asimismo, se enfatizan los movimientos de cadera y la larga distancia (incluyendo las patadas altas), a diferencia de los estilos clásicos del karate de Okinawa, como el Shorin Ryu, el Goju Ryu, y el Uechi Ryu, en los que las posiciones son más altas y cerradas, o bien alternan entre posiciones altas y bajas, donde hay una mayor variedad de patadas bajas, así como golpes de mano abierta, y en los que el combate se realiza a distancia media o corta.

## Etimología
El primer dojo en Japón donde entrenaban Funakoshi y sus alumnos, el Meisei Juku, estaba deteriorado, ya que se había construido en 1912 o 1913. El maestro Funakoshi entonces pasó a entrenar en varios dojos universitarios de kendo, Iaido o Judo, mientras reparaban el suyo. No fue hasta 1935 cuando tras la formación del “Comité Nacional de Ayuda al Karate” se solicitaron fondos a los varios practicantes militares, universitarios y particulares para construir el primer dojo oficial de Karate-Do en el Japón. En la primavera de 1936 se inauguró el dojo en Zoshiyaga, Toshima Ward, con un cartel sobre la puerta en el que ponía Shotokan (松濤館 Shōtōkan?, Shoto: seudónimo de Funakoshi, kan: “casa, escuela, salón”)
Shoto (松濤 Shōtō?, lit. "pino que se balancea") es el seudónimo que usaba el maestro Gichin Funakoshi para firmar sus poesías. Cuenta Funakoshi en su autobiografía que tras practicar karate le gustaba pasear en soledad. Disfrutaba el sonido que hacían los pinos cuando hacía algo de viento, y lo veía como una manera de conseguir la paz espiritual que requiere el karate. Así, decidió que firmaría sus poemas como shoto, encontrándose años más tarde que este nombre era más famoso que el que sus padres le pusieron, y que si no escribía shoto junto a Funakoshi, la gente no sabía quién era.
Cabe mencionar que el maestro Gichin Funakoshi en vida, nunca llamó a su síntesis marcial de los estilos clásicos de lucha provenientes de la isla de Okinawa, como el Shuri-Te (hoy día Shorin Ryu) y el Shorei Ryu o Naha-Te (hoy día Goju ryu ), por otro nombre más que por el genérico de karate-Do.

## Historia y desarrollo del karate-Do Shotokan
En el año de 1891 Japón consideró obsoleta la prohibición de practicar las artes marciales nativas de Okinawa, la cual fue retirada, al iniciar su preparación en busca de la expansión militar para la posterior invasión de China y Corea antes de la Primera Guerra Mundial (1914- 1918), buscando preparar a su propia población civil, por lo que Sensei Funakoshi comenzó a dar clases al público desde 1903, en Okinawa como complemento a la educación escolar. Antes de viajar al Japón en 1920, desde y donde su disciplina se expandió para darse a conocer al mundo tras la Segunda Guerra Mundial (1939-1945).
El karate estilo Shotokan nace con el establecimiento del Dojo, en Japón del maestro Gichin Funakoshi de parte de sus alumnos; el estilo es una combinación los dos estilos propios de Okinawa (Shorin Ryu y Shorei Ryu o Naha-te), y además de las varias innovaciones desarrolladas por otros instructores del Dojo como el propio hijo del sensei Funakoshi, Yoshitaka; Y uno de sus alumnos más reconocidos, el maestro Masatoshi Nakayama. Al maestro Gichin Funakoshi se le considera como el padre del Karate-Dō moderno, por su difusión del mismo en Japón y al lograr hacerlo formar parte de las artes marciales modernas formativas japonesas o gendai budō. El sensei Funakoshi unió el estilo del Shuri-te de Yasutsune Itosu y el estilo Shorei-te o Naha-te de Ankō Azato, sus dos maestros, quienes eran a su vez estudiantes del guerrero noble y guardaespaldas del rey de Okinawa, el guerrero Pechin Sokon Matsumura. Del estilo del maestro Itosu mantuvo el uso de la penetración y torsión, o torque en todas las técnicas de golpeo y de bloqueo, haciendo énfasis en el "golpe único" o 'ikken ikkatsu' (concepto de búsqueda de la máxima potencia del golpe a similitud de una estocada o corte de sable). Del estilo del maestro Ankō Asato (conocido como Shorei o Naha Te, con raíces más chinas, y quien a su vez practicó el estilo de sable clásico japonés o kenjutsu), estilo Jigen Ryu. Mantuvo el movimiento corporal o 'tai sabaki' aplicado en la defensa y contrataque. Ejemplos de esto son: los pasos semicirculares (desarrollados para guardar el equilibrio del cuerpo sobre cualquier superficie, que se encuentran en los katas), los varios desplazamientos y las angulaciones del cuerpo (al defender, por ejemplo se gira el torso lateralmente). Siendo estas algunas las principales diferencias del estilo Shōtōkan con todas las otras variantes tanto okinawenses como japonesas e incluso coreanas del arte marcial original desarrollado en la isla llamado con anterioridad, al siglo XX como: Tode/Te/Tuite o Shuri Te; y con los estilos desarrollados posteriormente, siendo estos: el karate Shorin Ryu, el karate Shito Ryu, y los estilos de "karate coreano" o Tangsudo/ Tang Soo Do, y Taekwondo. Sin embargo las características más notorias del karate shotokan actual como: el uso constante de las posturas de piernas amplias y bajas en las formas o "katas", las patadas altas, el combate o kumite deportivo, el énfasis en la distancia larga, etc., fueron introducidas por otros instructores de su Dojo, como su hijo Yoshitaka (Gigo) Funakoshi, Y divulgadas en Japón y occidente por el maestro Masatoshi Nakayama y la jka.
El maestro Gichin Funakoshi incluyó en el Karate-Do una filosofía propia influenciada por el Confucionismo, inculcando estrictas reglas de comportamiento y moral entre los practicantes, en forma de ritos incluyéndolas en el saludo. Con el fin de transferir el comportamiento en el dojo a la vida diaria. En sus inicios a principios del siglo XX, la diferencia principal entre el 'Karate-Do' del Sensei Funakoshi y el 'karate, o kempo de Okinawa / Ryukyu' divulgado por los muchos otros maestros también nativos de Okinawa; era el énfasis en incluir una formación moral y filosófica, no solo la transmisión de un método de defensa personal. 
A principios del siglo XX las visitas a Okinawa del comisionado escolar del Japón Shintaro Ogawa y del Capitán de la marina japonesa Rokuro Yashiro ayudaron a dar a conocer en Japón el 'Karate - Do' de Funakoshi, tras la visita y exhibición ante el príncipe del Emperador Shōwa a la isla de Okinawa. Y con la ayuda del fundador del Judo, el maestro Jigorō Kanō, amigo de Funakoshi; se dio lugar a la introducción de un "nuevo" arte marcial a las islas principales del Japón. Asimismo, debido a la amistad de Funakoshi y Kano,  se anexaron al Judō, varias técnicas de golpes (Atemi-waza) los cuales fueron adoptadas al sistema de lucha diseñado por Kano, (ver kime-No Kata) a partir del antiguo Jiu-jitsu; a la vez que en el Karate-Do se adaptaron varios de los barridos, y segados a los pies del Judo, y se reinterpretaron algunos lanzamientos, derribos y luxaciones articulares que ya tenía el karate. Igualmente se decidió imitar el diseño del uniforme, haciéndolo más delgado y ligero, asimismo se tomó el sistema de grados por cinturones de colores (kyu - Dan) del Judo. Entonces vendrían los años dorados (1930 - 1960) de la enseñanza del maestro Funakoshi, y con ellos, la fundación de la escuela Shōtō.
El nacimiento del tercer hijo del maestro Gichin Funakoshi; Yoshitaka Funakoshi, fue fundamental en la historia del estilo Shōtōkan, ya que este revisó las bases del arte, haciéndolo aún más japonés, hasta dar origen a los estándares actuales. Fue Yoshitaka quien incorporó las patadas altas, el predominio de las posiciones bajas  fomentando el uso del "hara" o centro (concepto tomado de los katas del arte del desenvaine del sable o Iaidō), el combate de aprendizaje o kihon kumite, y el Kumite o duelo (cuyo formato tomó del arte moderno del sable japonés o kendo). Mientras su padre se había enfocado en el karate como medio de desarrollo personal basado en las formas o "kata", y como filosofía de vida. Yoshitaka desarrolló las bases del combate libre (jyu kumite) a larga distancia con restricciones en el contacto (o deteniendo el golpe antes del contacto manteniendo una distancia segura o "sun do me" / 2.5 cm. aproximadamente respecto al objetivo del golpe) emulando el combate a puntos (o en búsqueda de la técnica definitiva) de a esgrima japonesa moderna o kendo. Como método de enseñanza, en primer lugar diseñó el kihon Gohon Kumite (combate a cinco pasos con técnicas básicas, basándose también en el Kendo con técnicas simples y múltiples en parejas, donde el atacante realiza inicialmente cinco ataques seguidos avanzando a zonas preestablecidas y quien defiende los bloquea o desvía retrocediendo, aplicando un contraataque definitivo, sea: un golpe de puño, golpe de pie o de mano abierta, o bien un barrido, un lanzamiento o una luxación seguida de un golpe, tras la última defensa. Para pasar al combate con técnicas básicas a tres pasos o kihon Sanbon kumite, y finalmente en 1933 a la estructura del Kihon Ippon Kumite (combate a una sola técnica). Al año siguiente propone el Jyu Ippon Kumite, o combate con técnicas libres, siendo igual que el anterior pero incluyendo un mayor número de movimientos; a diferentes zonas, alturas, velocidades y ritmos. Finalmente para llegar al Jiu Kumite o combate libre, establecido en 1935. Yoshitaka también incorporó modificaciones en varias nuevas técnicas de patada (Keri) especialmente altas (tomando en cuenta el boxeo francés o savate, sistema que a la vez las había adoptado del Kung fu cuando la ciudad de Shanghái fue colonia francesa), en combinaciones y algunas en salto, como es el caso de Mae geri kekomi (patada frontal penetrante), Mawashi Geri (patada circular), Yoko Geri Kekomi (patada de lado penetrante), Yoko Geri Keage (patada de lado percutante), Ura Mawashi Geri (patada en gancho al frente), Ushiro Geri (patada hacia atrás), Yoko Ushiro Geri (patada lateral hacia atrás en giro), Ushiro Mawashi Geri (patada circular con giro total del cuerpo que golpea con el talón), y Kakato Otoshi geri (o patada descendente a manera de "hacha", es decir realizada de forma descendente impactando con el talón, trazando una elipse desde el exterior al interior, sobre el oponente en pie o barrido con anterioridad).
En 1935 se decidió que se necesitaba un Dōjō central (Hombu Dojo) propio, por lo que se creó un comité nacional de practicantes de karate -Do para construir el mayor dojo de karate del Japón de la época, el 29 de enero de 1936, el sensei Gichin Funakoshi inauguró el dojo que a su entrada tenía un letrero que leía Shotokan (la casa del Shoto). "Shoto" era el seudónimo que utilizaba el Maestro Gichin Funakoshi de joven en sus poesías y significaba "Olas de Pinos", ya que cerca de Shuri, su ciudad natal en Okinawa, los observaba desde el monte Torao (Cola de Tigre) cuando el viento hacía que se movieran las copas de los árboles, lo que se asemejaba a las olas del mar. Por otro lado, el Tigre (además de su relación con el monte Torao) es el emblema oficial del estilo Shotokan (usado solo en occidente, ya que en Japón fue heredado legalmente a la asociación Shōtōkai). El dibujo se basa en un diseño chino clásico que significa " el tigre nunca duerme" simbolizando el estado de alerta/consciencia interna y externa constante o Zanshin del tigre listo para la acción y la serenidad pacífica de la mente. Es importante notar que según algunos maestros e investigadores, el dibujo en realidad es otro animal mitológico de origen chino que en realidad combina características de varios animales. 
Después de la Segunda Guerra Mundial (1939 - 1945) tras la reconstrucción del Hombu Dojo, el cual fue derribado por los bombardeos aliados, varios de los alumnos de Sensei Funakoshi regresaron para formar en 1949 la Japan Karate Association conocida en occidente como la JKA, o en Japón como la Nipón Karate Kyokai (NKK, Japan Karate Association) que se dedicó a unificar los dojos y las universidades con el consentimiento de Funakoshi (que no sospechaba que después de su muerte, gracias a la influencia occidental, estas mismas asociaciones harían del karate un deporte de combate más). Sin embargo ya en 1942, a la primera variante del estilo Shotokan que se dio a conocer se la nombró: KENKOJUKU (o Karate de la salud y la virtud). El director de la escuela fue uno de primeros alumnos de Funakoshi, el maestro de Iaido Tomosaburo Okano. En 1956 es formada por algunos alumnos tradicionalistas que no eran partidarios de la deformación deportiva que estaba teniendo el karate, la asociación SHOTOKAI (Organización de Shoto), siendo nombrado presidente el maestro Funakoshi. El 26 de abril de 1957 muere el sensei Gichin Funakoshi y en un monumento a su memoria quedan grabadas estas palabras que narran perfectamente la filosofía del karate-do: Karate ni sente nashi (en el karate no existe el primer ataque), lo que se contrapone fuertemente a la finalidad ofensiva de un torneo, ya que el arte se convierte en un deporte donde prevalece el ego, el orgullo, a lo que siempre se opuso O-sensei Funakoshi.
Actualmente el karate-Do estilo Shotokan ocupa aún una posición dominante en el mundo ya que es uno de los estilos más practicados de las artes marciales tradicionales o gendai budo. Y Posee el mayor número de practicantes dentro de las varias interpretaciones y federaciones/ asociaciones establecidas por los varios alumnos del maestro, como: JKA (Japan Karate Association, maestro Masatoshi Nakayama), KENKOJUKU (o Karate de la salud y la virtud, maestro Tomasaburo Okano), JSKA (Japan Shotokan Karate Association) Sensei Abe Keigo, SKI (Shotokan Karate International, maestro Hirokazu Kanazawa), ITKF (International Traditional Karate Federation, maestro Hidetaka Nishiyama), ISKF (International Shotokan Karate Federation, maestro Teruyuki Okazaki), SKA (Shotokan Karate of America, maestro Oshima), KWF (Karatenomichi World Federation, maestro Mikio Yahara), SRKH (Shotokan Ryu kase ha), (maestro Taiji Kase), JKS Japan Karate Shoto-renmei (maestro Tetsuhiko Asai), SHOTOKAI (maestro Shigeru Egami), etc. Y permanece como el estilo de karate que más practicantes activos posee a nivel mundial. 
El Karate-Do Shotokan, sin importar la variante o interpretación practicada se caracteriza por: el uso asiduo de posiciones bajas que otorgan mayor estabilidad y potencia al realizar las técnicas, el uso de la cadera y de contracciones musculares en sinergia en la defensa y el ataque, y una alineación corporal muy precisa durante la ejecución técnica que permite una mayor penetración de los golpes, puñetazos, patadas, bloqueos/chequeos y barridos. Asimismo, el karate Shotokan se distingue de los estilos nativos de Okinawa por ser una modalidad de esgrima corporal, un karate más "japonés" que enfatiza la distancia larga, adaptando varios conceptos tácticos y técnicos del Budo japonés, a profundizar tales como: hara, kime, kiai, metsuke, Ma-ai, ashi waza, kokyu, tai-sabaki, nage, uke, kansetsu, omote-ura, mushin, fudoshin, heijushin, ibuki, kuzushi, nagashi, ukemi, kyo, wa, sen no sen, sen, go no sen, embusen, kokoro, seme, seichusen y otros. 
Nótese que la organización WKF (World Karate Federation), la cual reúne al karate en su versión deportiva, de combate libre por categorías de peso al punto, y demostraciones de las formas o "Kata" en las categorías individual y por equipos; dentro del ámbito de las federaciones continentales, federaciones nacionales, ligas, y clubes; a nivel mundial. Representa los cuatro estilos propios más representativos del karate japonés; el Shotokan, el Shito Ryu, el Wado Ryu, y el Goju Ryu.
Asimismo la organización WUKO (World Union of Karate Organizations) representa a nivel global, tanto al karate tradicional NO competitivo como al deportivo; es decir que no solo a los estilos japoneses, ya mencionados; sino a varios de los estilos propios de Okinawa. Como: el Shorin Ryu, el Goju Ryu de Okinawa, el Uechi Ryu, el Chito Ryu, el Isshin Ryu, y otros de menor difusión, que descienden de los ya mencionados.

## Shōtōkai
En occidente se conoce al Shōtōkai y al Shotokan divulgado por la JKA ( Japan Karate Association / Asociación Japonesa de Karate ) como variantes del estilo del maestro Funakoshi, que poseen similitudes en su forma pero notables diferencias respecto a la práctica y filosofía del karate - Do como arte marcial, o como deporte de combate. En el Japón se considera a los dos nombres como sinónimos del shotokai, siendo shotokai la organización (kai) de Shoto (seudónimo del maestro Funakoshi) y shotokan la casa o dojo (kan) de Funakoshi (Shoto). Por lo tanto en Japón el nombre Shotokan está asociado al Dojo central de la organización Shotokai. Lo que en occidente es conocido como el ¨estilo¨ Shotokan en Japón es conocido como la Kyokai o JKA o (Japan Karate Association/ Asociación Japonesa del karate), organización y variante estilística más popular del karate Shotokan, difundida ampliamente en occidente por el reconocido maestro Nakayama después de la Segunda Guerra Mundial (1939- 1945). De la JKA surgieron a la vez numerosas asociaciones y variantes propuestas por varios de los maestros graduados de su reconocido programa de instructores. Algunas de estas en la actualidad son: KDS del Maestro Mitsusuke Harada, la SKIF del maestro Hirokazu Kanazawa, ITKF del fallecido Maestro Nishiyama, la KWF del maestro Yahara, la SKA del maestro Oshima, ASAI del maestro Asai y muchas otras.
En 1957, tras la muerte del fundador, el maestro Oshima quien fuera el traductor de las obras del maestro Funaloshi al idioma inglés, hereda a la asociación Shotokai los nombres Shotokai, Shotokan, su mon (emblema) personal y sus escritos. [cita requerida] Tras esto los maestros Shigeru Egami (hasta su muerte en 1981) y Genshin Hironishi fueron los principales impulsores de la asociación Shotokai.

## Dōjō Kun
El estilo Shotokan no considera al kárate como un deporte de combate más, sino también como una filosofía de vida, que el maestro Gichin Funakoshi se basó en el respeto y en otros principios que tienen como origen la estricta filosofía del confucionismo y el budismo zen, haciendo alusión al camino del guerrero japonés medieval o samurái; los cuales se resumen en el Dojo Kun, o reglas del salón de forja del practicante .
Preceptos del Dojo:
- Primero, esforzarse por la perfección del carácter.
- Primero, defender los caminos de la verdad.
- Primero, fomentar el espíritu del esfuerzo.
- Primero, honrar los principios de cortesía.
- Primero, guardarse contra el valor impetuoso.

## Katas o formas
Las formas o kata se consideran inicialmente esquemas de combates imaginarios contra múltiples oponentes, estos recopilan en sus movimientos todas las técnicas o waza, y las tácticas o "Embusen" del karate como método de defensa personal; así como también reflejan la filosofía del karate (derivada del Confucionismo, el taoísmo, y el Budismo Zen), y la simbología propia de las culturas de China, Okinawa y Japón.

### Katas introductorios y básicos

#### Taikyoku
Taikyoku (太極 Taikyoku?, ”gran universo”)
| Nombre romanizado | Nombre japonés | Traducción aproximada en español |
| ----------------- | -------------- | -------------------------------- |
| Taikyoku Shodan   | 太極初段       | “Gran universo, primer nivel”    |
| Taikyoku Nidan    | 太極二段       | “Gran universo, segundo nivel”   |
| Taikyoku Sandan   | 太極三段       | “Gran universo, tercer nivel”    |
| Taikyoku Yondan   | 太極四段       | “Gran universo, cuarto nivel”    |
| Ten No Kata Omote | 点の型表       | "Kata del cielo" de lo evidente  |
| Ten No Kata Ura   | 点の型裏       | "kata del cielo" de lo oculto    |

El kata Taikyoku Yondan no figura en la primera  (1922) o segunda impresión (década de 1930) de la obra de Gichin Funakoshi, llamada "Ryukyu Kempo Karate" sin embargo fue incluida en las katas Taikyoku), así como dos Taikyoku más, (gedan - Ryoku ) que fueron igualmente ideados y practicados de forma masiva antes y durante la Segunda Guerra Mundial (1939- 1945), como sistema de instrucción rápida del pueblo japonés en el combate sin armas (además de la práctica del Judo, o el kendo ) frente a una posible invasión y conquista del Japón, por los países aliados (Estados Unidos, Reino Unido, Francia). Nótese que los katas Heian o "paz y tranquilidad" fueron adaptados de los katas Pinan del karate Shito Ryu, aunque ya eran practicadas por el estilo Shorin Ryu en Okinawa.
Las Ten No Kata, o formas del cielo fueron asimismo usadas inicialmente para instrucción práctica a las fuerzas militares japonesas antes y durante la Segunda Guerra Mundial (1939 - 1945), se pueden ejecutar tanto en solitario como en pareja, resumen los patrones de ataque y defensa básicos del estilo, e instruyen en las posiciones básicas, y en los principios corporales de generación de la potencia. En la autobiografía del maestro Funakoshi titulada "Karate-Do Mi Camino"; se hace mención al Chi No Kata (地の型) o forma de la tierra, y al Jin no kata (人の型)o forma del ser humano, pero estos no fueron divulgados; y en el estilo desaparecieron por razones aún desconocidas.  
Nótese que los kata del Naha-te, Sanchin y Tensho (encontrados en los estilos clásicos de Okinawa, derivados o influenciados por el Naha-Te como: Goju Ryu, Uechi Ryu) también son mencionados en la primera impresión (1922) de su libro, y son igualmente nombrados en la autobiografía del maestro Gichin Funakoshi titulada: "Karate-Do mi camino"; siendo el kata Sanchin, "reemplazado" en la actualidad por el kata Hangetsu 半月 (conocido también como Arakaki / Aragaki Seisan, o Seishan), posiblemente debido a que comparte la posición, los patrones de respiración y los principios de contracción y expansión. Es importante notar que este kata es el único  presente en todos los estilos de karate tradicionales ya sean japoneses (Shotokan, Goju Ryu, Wado Ryu, y Shito Ryu), u  okinawenses (Shorin Ryu, Goju Ryu, Uechi Ryu, Isshin Ryu, Chito Ryu, Ryuei Ryu, etc.) tradicionales o modernos.

#### Las katas Heian
Los katas Heian o formas de la era de "paz y tranquilidad" son de los primeros en aprenderse, dado que son los más "sencillos". Fueron diseñados para contribuir con la educación militar de los niños en Okinawa, durante la expansión del imperio japonés en los inicios del siglo XX. Estos son una serie de 5 katas que fueron adaptados de los katas Pinan del karate estilo Shito Ryu, y fueron enseñados a Gichin Funakoshi por medio del fundador de este estilo, el maestro Kenwa Mabuni. Asimismo el maestro Funakoshi no solo los renombró, sino alteró el orden de enseñanza de los primeros dos, con el fin de enfatizar las técnicas de bloqueo básicas y la distancia larga:
1. Heian Shodan
2. Heian Nidan
3. Heian Sandan
4. Heian Yondan
5. Heian Godan

### Katasintermedias y superiores
Estos katas provienen de las versiones de varios maestros (Itosu, Sokon Matsamura, Azato, Chofu Kyan, Kōsaku Matsumora, Seisho Arakaki) pertenecientes a las escuelas del "Te, o Tuidi" de Okinawa, siendo conocidas como: Shuri-te, Tomari-te y Naha-te.  
| Nombre romanizado | Nombre japonés | Traducción estándar - nombre antiguo - interpretación aproximada al español              |
| ----------------- | -------------- | ---------------------------------------------------------------------------------------- |
| Tekki Shodan      | 鉄騎初段       | Caballo de hierro - Naihanchi- resguardar lo cercano                                     |
| Bassai Dai        | 披塞大         | Asalto a la fortaleza - passai- Reacción, extracción, retirada                           |
| Kankū Dai         | 観空大         | Mirada al cielo- kusanku - forma libro                                                   |
| Enpi              | 燕飛           | Vuelo de Golondrina - Tomari no wanshu - kata de las proyecciones                        |
| Jion              | 慈恩           | kata del Templo 1 - nombre budista traducido como "Búsqueda del Amor fraternal"          |
| Jitte             | 十手           | Diez manos - kata del templo 2 - kata de bastón largo o "bo"                             |
| Hangetsu          | 半月           | Media luna - seisan - 13 manos                                                           |
| Tekki Nidan       | 鉄騎二段       | caballo de hierro 2                                                                      |
| Bassai Shō        | 披塞小         | Asalto a la fortaleza menor- passai sho- kata que incluye técnicas del bastón largo o bo |
| Kankū Shō         | 観空小         | Mirada al cielo menor - Bo kanku - kata que incluye técnicas del bastón largo o bo       |
| Gankaku           | 岩鶴           | Grulla sobre la Roca - Chinto - terreno inestable                                        |
| Sōchin            | 壯鎭           | Fuerza Tranquila - motobu no ssoshin- kata del guardián                                  |
| Tekki Sandan      | 鉄騎三段       | caballo de hierro 3                                                                      |
| Chinte            | 珍手           | mano preciosa, extraña - Shoin (según Gichin Funakoshi) - kata nocturno                  |
| Jiin              | 慈陰           | kata del templo 3                                                                        |
| Nijūshiho         | 二十四歩       | 24 pasos - Niseishi                                                                      |
| Meikyō            | 明鏡           | Rohai - Espejo del alma                                                                  |
| Unsu              | 雲手           | Manos sobre las nubes - Unshu - manos como nubes                                         |
| Wankan            | 王冠           | Corona del Rey - Okan , Matsukaze - viento libre entre pinos                             |
| Gojūshiho Dai     | 五十四歩大     | 54 pasos mayor - Useishi, Sushiho                                                        |
| Gojushiho Sho     | 五十四歩小     | 54 pasos menor - Useishi                                                                 |

### Katasno oficiales
Morobanotsurugi es un kata cuyo nombre significa "espada de doble filo", refiriéndose a las muchas formas que adopta la mano a lo largo del kata. El autor de este kata es anónimo ya que no quería que se supiera su nombre. Este kata no es oficial pero al ser practicado en varias escuelas de karate de España ha empezado a ser popular.

## Uke No Go Genri. Los métodos de defensa
El maestro Koji Sugimoto (Shihan 6 Dan Karate Shotokan KENKOJUKU) menciona que Yoshitaka Funakoshi estructuró las diferentes técnicas y tácticas de ataque y defensa, como los bloqueos, los chequeos, esquivas (movimientos segmentarios independientes) y evasiones (movimientos segmentarios unificados o de todo el cuerpo), los golpes y las patadas en los siguientes conceptos:
1. Ra-ka: bloqueo directo aplastante, que detiene el ataque del oponente; o agarre del ataque del oponente.
2. Ryu-sui o Nagashi: chequeo o desvío hecho con la extremidad que recibe el ataque del oponente, o esquivas lateral o hacia atrás, busca fluir con el ataque(s) del oponente, de todo el cuerpo, o mediante un movimiento segmentario del tronco, la cabeza o las extremidades. 
3. Ku-shin: esquiva tras agrupar o expandir el cuerpo, agachándose o inclinando el torso de manera similar a un resorte; este principio de defensa trata de controlar un ataque doblegando nuestro propio cuerpo con un movimiento de flexión y extensión que se origina en las rodillas manteniendo la espalda recta y regulando nuestra altura mediante un movimiento vertical. 
4. Ten-shin: movimiento(s) envolvente a 45, o a 90 grados que crea una distancia adicional entre uno y el oponente, tanto en ataque como en defensa. Se considera un desplazamiento que deja el ataque del adversario sin objetivo.
5. Hengeki: ataque por anticipación, adelantándose al oponente, percibiendo su intención. Este principio es la combinación de los mencionados anteriormente, cuando el adversario nos ataca se debe ejecutar un bloqueo, o chequeo y un ataque de forma simultánea.  
Nótese que los anteriores forman parte del movimiento corporal o Tai Sabaki (literalmente. sacrificio del cuerpo), y al manejo de la distancia (o ma- ai) la cual para los japoneses no es solo física; sino también mental, emocional.

## Nage waza: Técnicas de lanzamiento y derribo tradicionales
A pesar de que al karate se le considera un arte marcial con énfasis en el golpeo con manos y pies, el Sensei T. Oshima (5 Dan Shotokan SKA) recalca que el maestro Gichin Funakoshi en su obra "Karate-Do Kyohan" (publicada en japonés en 1922, la cual Oshima tradujo al inglés en los años 40 y 50) incluye algunas técnicas de lanzamiento y derribo traídas del "tegumi" o lucha autóctona de Okinawa, incluidas en los diferentes katas o formas, aunque a varias de estas se les dio un nombre más japonés o bien su equivalencia tomando al arte del Judo como referencia. Estas técnicas aún son practicadas en pareja en algunos Dojos tradicionales del Japón, Europa, y los EE. UU. y se distinguen de las proyecciones adaptadas del judo para el karate deportivo, en que no se limitan a los barridos (ashi- waza). Estas son:
A. BYOBUDAOSHI (derribar el biombo), similar a la técnica "O Soto Gari" del Judo, pero apoyando/ golpeando el mentón del oponente hacia arriba y atrás con la técnica de mano abierta o "teisho", mientras se le hala hacia atrás desde la parte posterior del cuello con la otra mano.
B. KOMANAGE (trompo girante), Lanzamiento hecho tras aplicar un "kake Age Uke", se toma el brazo del oponente por el codo se gira sobre sí mismo avanzando y se derriba al oponente. Similar a la parte final de la técnica "ikkyo" del Aikido; pero ejecutada ante un golpe de puño.   
C. UDEWA (rodear con los brazos), similar a la técnica de derribo/ "tackle" del rugby, hecha por el frente; y a la técnica "Morote Gari" del Judo.
D. KUBIWA (rodeando el cuello), tras un chequeo hacia el exterior hecho con "shuto chudan uke" se avanza se rodea el cuello del oponente y se le derriba; es similar a la finalización de la técnica "Irimi Nage" del Aikido, al derribar al oponente mediante la inclinación hacia atrás del tronco, realizando una contra fuerza en la zona lumbar con una mano, y con la otra mano contra el cuello, o bien colgándose del oponente.
E. KATAWAGURUMA (media rueda), similar a la técnica "Uki Otoshi" del Judo, pero tomando el cuello del oponente, tras aplicar un "shuto kake uke chudan".
F. TSUBAME GAESHI (golondrina que gira en V), lanzamiento similar a la técnica "Seio Otoshi" del Judo, pero girando hacia adentro y arrodillándose en una pierna. 
G. YARIDAMA (balancear una pelota), aunque se interpreta según los textos de Funakoshi como un lanzamiento de cadera similar a la técnica de "Ude Kime" del Aikido, pero girando hacia atrás esquivando el ataque, y sobre el cuerpo extendido del oponente tomando su brazo adelantado además de su pierna posterior por el interior; esta interpretación ha sido revaluada por los maestros del estilo Shorin Ryu (estilo de karate de Okinawa, antecesor directo del Shotokan), por la aplicación del bloqueo "manji uke" como lanzamiento en respuesta a una patada, donde tras un bloqueo; se engancha la pierna del oponente, y con la mano contraria se le derriba mediante un bloqueo hacia arriba o "age uke" aplicando presión por debajo del cuello del oponente hacia arriba, lanzándole mediante un giro del cuerpo del defensor, sobre su cabeza. 
H. TANIOTOSHI (apartarse de un precipicio), lanzamiento por el lateral ( o inclusive por encima) del hombro cargando al oponente, pasándole por encima de la espalda, y el lateral del hombro similar a la técnica "Ippon Seio Nage" del Judo.
I. SAKATSUCHI (martillar de arriba abajo). derribo por el lateral de nuestro cuerpo donde abrazando al oponente invertimos su posición, elevando sus pies y bajando su cabeza le lanzamos. Similar a la realización del famoso "suplex" de la lucha libre occidental pero ejecutado de manera lateral, y similar a la técnica "obi otoshi" del Judo, y a la técnica Aiki Otoshi del Aikido.
J. USHIRO OTOSHI (derribo por la espalda del oponente), tras esquivar el ataque, y situarse detrás del oponente, se le toma de los hombros y se le derriba hacia su espalda, para rematarle con un golpe aplastante con el pie o fumikomi.

## Obi o grados
Los Obi 帯(cinturones o cintas), denotan el grado de aprendizaje, la experiencia en el arte y la formación. Sin embargo la verdadera esencia del Shotokan está en el grado de madurez que obtiene el estudiante. Por lo tanto los Obi sirven más para animar al alumno a seguir avanzando
Nótese que algunos colores pueden cambiar según la federación, organización o variación del estilo a la cual se pertenezca, así algunas de estas promueven a sus estudiantes de grados kyu por medio de la inclusión de franjas, pintas, o puntas, en los cinturones dando lugar a grados que se identifican mediante combinación de colores. Por ejemplo: cinturones blanco - punta amarilla, amarillo - franja naranja, etc. Estos grados van de 10 a 1 kyu, o cinturón marrón.
El primer Kyu es el más alto de los grados denominados Kyu, posterior a este comienzan los grados Dan, que son utilizados únicamente por los cinturones/ cintas negros. En este caso funciona al contrario de los Kyu, yendo en orden ascendente originalmente desde el primer al quinto Dan. Sin embargo, la mayoría de las diferentes variaciones y asociaciones del estilo Shotokan han ampliado el número de grados hasta el décimo Dan.
Así, los grados de los cinturones negros van del 1 Dan al cinturón negro 10 Dan. Estos son denominados en japonés de la siguiente manera:
Shodan初段, Nidan二段, Sandan三段, Yondan四段, Godan五段, Rokudan六段, Nanadan七段, Hachidan八段, Kudan九段, Jūdan十段.
No obstante hay que destacar que la utilización de los colores varía entre las diferentes asociaciones. Por ejemplo, para el cuarto kyu puede utilizarse el cinto azul como en el quinto; puede no utilizarse el paso de "no cinto" llevándose el cinturón blanco desde el principio o puede intercalarse antes del amarillo un cinto azul celeste siendo éste el noveno kyu y el blanco el décimo.

## El karate Shotokan y el arte de las armas tradicionales okobudo
De todos los estilos de karate-Do, el Shotokan-Ryu es el único en el que, en la actualidad no posee al kobudo de las islas Ryu Kyu como parte del programa normal de aprendizaje y entrenamiento. Aunque el kodudo actualmente tampoco se practica de forma habitual en otros estilos japoneses. En los estilos Shorin Ryu, Goju Ryu y Uechi Ryū que podríamos llamar clásicos de este arte marcial procedentes de Okinawa, se practica en mayor o menor medida, constituyendo un apartado importante del programa técnico. 
En realidad, la tradición del manejo de las armas tradicionales, o kobudo no se perdió en el Shotokan sino que su práctica se fue abandonando a favor de la promoción del karate-Do en occidente de parte de quienes después formarían la organización más grande del estilo Shotokan: la Nihon Karate Kyokai (o Japan Karate Association) JKA a través de la cual el Karate-Do Shotokan se difundió desde el Japón al resto del mundo. Sin embargo en otras variantes y dojos derivados de las enseñanzas de Funakoshi sensei, el kobudo siguió formando parte del programa de aprendizaje y a través de ellas se ha mantenido hasta nuestros días. Por ejemplo el caso del Shotokan de la Universidad de Keio, donde el Bō-jutsu de Okinawa se mantiene vivo y todavía hoy en día se practica, mediante las katas sushi no kon, sueyoshi no kon, shirotaru no kon, y sakugawa no kon.
los katas de Kobudo que se enseñan en el Shotokan de la universidad de Keio no fueron los únicos que se practicaron en el estilo, antes de su divulgación masiva en Japón y a nivel mundial de parte de la JKA. Al menos dos katas más de Bō-jutsu formaron parte del programa Shotokan gracias al interés por el kobudo que tenía el hijo del maestro Funakoshi, Yoshitaka. Juntamente con otro destacado alumno del Shotokan, Tomosaburo Okano (que más tarde sería el fundador del  karate Shotokan variante Kenkojuku) crearon el kata para el bastón largo o Bō llamado Matzukaze no kon. Este kata, creado específicamente de acuerdo con las características técnicas del Shotokan, fue transmitido a la actualidad a través del sensei Okano y también dentro de la variante Shotokai mediante el maestro Shigeru Egami. 
Históricamente, En imágenes bien conocidas se puede ver al maestro Gichin Funakoshi practicando katas de Bō-jutsu de Okinawa en solitario o bien, realizando kumi-Bō o combates preestablecidos contra otras armas tradicionales, por ejemplo: Sai (arma) contra Bō, Bō contra Bō, tonfa contra Bō, y nunchaku contra Bō con su alumno Isao Obata; no deja de llamar la atención que el sensei Gichin Funakoshi, para la primera edición de su primer libro de karate, "Rentan Goshin To-de Jutsu" (1922), eligiera un par de sai para ilustrar la contraportada.
Como se puede ver el Kobudo SI forma parte del Karate Shotokan tradicional aunque, al ser promocionado por el maestro Nakayama (fundador de la JKA) ante las fuerzas militares aliadas después de la Segunda Guerra Mundial (1939-1945), como una disciplina física más; se perdiera e incluso se menospreciara la práctica del Kobudo en la organización central de este estilo (la JKA). Sin embargo, en casi todos los demás estilos de karate-Do japonés el kobudo también fue introducido en la época histórica del Shotokan sobre todo de parte del maestro Shinken Taira (quien también fue alumno de Funakoshi) a cuyo linaje pertenecen también muchas de las organizaciones de kobudo en Okinawa (a excepción de otras líneas independientes como son por ejemplo Yamanni Ryu o Matayoshi kobudo).

## Libros Publicados por el maestro Gichin Funakoshi
A pesar de la gran difusión bibliográfica del estilo Shotokan; hay que notar que el maestro Gichin Funakoshi, fue un autor muy prolífico, no solo en los aspectos técnicos y tácticos sino especialmente en lo filosófico, e incluso escribió su autobiografía. Sin embargo no todas sus obras se consiguen en Español.
Funakoshi, Gichin (1922). Tō-te Ryūkyū Kenpō (唐手 : 琉球拳法). Solo en japonés.
Funakoshi, Gichin (1925). Karate Jutsu (唐手術). también conocido como To-Te Jitsu. En japonés, inglés y español "Karate Jutsu" Las enseñanzas originales del Gran Maestro Funakoshi. Editorial Hispano Europea S.A. 2006. 
Funakoshi, Gichin (1935). Karate-Do Kyohan (空手道教範 ). Solo en japonés.
Funakoshi, Gichin (1973). Karate-Do Kyohan: The Master Text. traducido por Tsutoru Ohshima. Tokyo: Kodansha International. ISBN 978-0-87011-190 Karate-Do Kyohan "el texto maestro" España. Ediciones dojo 2010. 
Funakoshi, Gichin (1975). The Twenty Guiding Principles of Karate: The Spiritual Legacy of the Master. traducido por John Teramoto. Tokyo: Kodansha International. ISBN 978-4-7700-2796-2. Los veinte principios rectores del Karate, España. Ediciones Tutor 2008
Funakoshi, Gichin (1981) [1975]. Karate-Do: My Way of Life. Tokyo: Kodansha International. ISBN 978-0-87011-463-2. España. "karate-Do mi camino" Ediciones dojo 2006
Funakoshi, Gichin (1994) [1988]. 
Karate-Do Nyumon: The Master Introductory Text. traducido por John Teramoto. Tokyo: Kodansha International. ISBN 978-4-7700-1891-5. España. "Karate-Do Nyumon" El texto introductorio del gran maestro . Editorial Hipano Europea S.A. 2002.
Funakoshi, Gichin (2001). Karate Jutsu: The Original Teachings of Master Funakoshi. traducido por Tsutomu Ohshima. Tokyo: Kodansha International. ISBN 978-4-7700-2681-1. Solo en japonés e inglés.
Funakoshi, Gichin (2010). The Essence of Karate. traducido por Richard Berger. Tokyo: Kodansha International. ISBN 978-4-7700-3118-1. España. "La esencia del karate" Ediciones Tutor S.A. 2011.